# Гроссман, Мирон Осипович
Миро́н О́сипович (Ио́сифович) Гро́ссман (10 марта 1866, Одесса — 29 июля 1937, Париж) —  российский и украинский фотограф, кинооператор, кинорежиссёр, кинопродюсер. Один из первых российских кинохроникёров.

## Биография
Родился в Одессе.
Начинал с фотографии. В 1885 году открыл первую в России фабрику сухих фотографических пластинок. Проходил стажировку в Париже на кинофирме «Гомон», выпускавшей в конце XIX века кинопроекционные аппараты.
В 1906 году вернулся в Одессу с дипломом кинооператора и занялся кинематографией, открыв первое киноателье на Херсонской улице, 24. Снимал хронику по заказу кинофирмы «Гомон», в 1907—1915 годах — для кинотеатров «Иллюзион» и «Экспресс». 
В 1912 году основал свою кинематографическую фабрику «Мирограф» по производству игровых фильмов (название придумано им самим из сочетания букв имени, отчества и фамилии). Вскоре перенёс съёмки к себе на дачу, где построил небольшой стеклянный павильон, — там были сняты десятки игровых кинокартин с участием «звёзд» немого кино, включая Веру Холодную; в настоящее время по адресу павильона находится Одесская киностудия (Французский бульвар, 16). Также владел прокатной конторой. Одновременно являлся представителем французского акционерного общества «Гомон» на юге России. 
В 1907—1915 годах снял около 50 сюжетов для киножурналов.  В 1913 году принял участие, в качестве кинооператора, в поездке в Палестину для производства документального фильма — «Жизнь евреев в Палестине» (1913). 
В 1914—1915 годах кинофабрика «Мирограф» сняла около 50 военно-патриотических документальных сюжетов. В 1915—1916 годах в связи с финансовыми трудностями фабрика временно приостановила кинопроизводство. В 1916 году Мордко Товбин стал компаньоном Гроссмана и взял на себя управление финансовыми вопросами кинофабрики. В 1916—1917 годах «Мирограф» при финансовой поддержке «Южного банка» выпустил около десяти фильмов (режиссёры фильмов Н. Салтыков, Э. Пухальский). Кинокомпания Гроссмана имела также киноотелье в Киеве. В 1917 году Гроссман уступил право владения кинофирмой Д. И. Харитонову.
С 1916 года был представителем Военно-кинематографического отдела Скобелевского комитета с офисом на Дерибасовской, 18. Имел полномочия заниматься прокатом картин Скобелевского комитета на юге России.
В период Гражданской войны одесские кинокомпании были национализированы, имущество кинофабрики «Мирограф» разграблено. В 1919 году после установления в Одессе Советской власти М. Гроссман эмигрировал из страны.
Умер 29 июля 1937 года в Париже.

## Фильмография

### Оператор
- 1907 — Бега в Одессе
- 1907 — Высочайший приезд Его Императорского величества государя императора в Одессу 7 октября с. г.
- 1907 — Международный чемпионат борьбы г. Одессы 1907 г.
- 1907 — Гонки автомобилей Одесса—Николаев
- 1907 — Гонки яхт Черноморского яхт-клуба на министерские призы 26 и 29 августа 1907 г. в Одессе
- 1907 — Решительная борьба между Г. П. Крыловым и Вакулой
- 1907 — Схватка между чемпионом Италии Карпини и Дяченко
- 1907 — Упражнения Ивана Заикина с тяжеловесными гирями
- 1907 — Уточкин на шаре
- 1908 — Автомобильная гонка, устроенная аэроклубом 22 июня с. г. в Одессе
- 1908 — Живописная Одесса
- 1908 — Одесса, вид порта, ярмарка 1908 г., парад войск на Соборной площади и процессия
- 1908 — Пожар в Одессе
- 1908 — Прибытие в Одессу Их Императорских величеств греческих королевичей Андрея и Христофора с супругой Алисой с детьми 19 июля 1908 г.
- 1909 — Одесса под водой
- 1909 — Панорама Севастополя и Черноморской эскадры, стрельба миноносцев минами в присутствии его императорского превосходительства г-на главного адмирала Р. Н. Вирена
- 1909 — Парад в Одессе
- 1909 — Празднование в Одесском лагере
- 1909 — Практические занятия юнкеров Одесского юнкерского училища в присутствии командующего войсками генерала Каульбарса
- 1909 — Торжественный молебен всех народных училищ г. Одессы 1 сентября с. г. на Соборной площади
- 1909 — Высочайший приезд Его Императорского величества государя императора в Одессу 7 октября с. г.
- 1910 — Похороны В. Ф. Комиссаржевской (совместно с В. Буллой)
- 1911 — Балаклава
- 1912 — Мариуполь и Азовское море
- 1912 — Мёртвая зыбь на Каспийском море
- 1912 — Празднование столетия присоединения Бессарабии к России в Кишинёве
- 1912 — Пребывание Его Императорского величества великого князя Александра Михайловича в Одессе
- 1913 — Годовщина Одесского военно-юнкерского пехотного училища
- 1913 — Трагедия еврейской курсистки
- 1913 — Жизнь евреев в Палестине
- 1913 — Ночь на море
- 1913 — Открытие военно-артиллерийского училища в Одессе
- 1913 — Открытие сезона Екатерининского яхт-клуба в Одессе
- 1913 — Праздник Одесского юнкерского училища
- 1913 — Святая земля Палестина и Египет / Поездка в Палестину
- 1914 — Высочайший приезд и пребывание Их Императорских величеств в Одессе и Кишинёвские торжества. Открытие памятника Александру І в высочайшем присутствии 3/VІ с. г.
- 1914 — Город Одесса. Выставка собак
- 1914 — Ночной полёт на гидроплане известного авиатора В. Н. Хиони
- 1914 — Открытие памятника Александру
- 1914 — Полёт авиатора В. Н. Хиони
- 1914 — Полёт авиатора Г. Н. Ефимова 23 апреля с. г. в Одессе и его мёртвые петли в воздухе
- 1914 — Продажа «Белого Цветка» на Дерибасовской и на бульваре
- 1914 — Спуск броненосца «Екатерина ІІ» на местном судостроительном заводе
- 1914 — Одесса. Пожар в театре Сибирякова
- 1914 — Первая охотничья выставка в Одессе
- 1914 — Похороны трагически погибшего авиатора поручика В. В. Кузьминского
- 1914 — Торжества в Кишинёве и Одессе
- 1914 — Трагедия слона Ямбо
- 1914 — Граф Зикандр
- 1914 — Позор XX века
- 1914 — У портного
- 1914 — Расстрел слона Ямбо в Одессе в зверинце Лорбербаума
- 1914 — Чёрное море
- 1915 — От Одессы до Пирея
- 1915 — Пребывание Его Императорского величества государя императора в г. Одессе и Николаеве 14 и 15 апреля с. г.
- 1915 — Пребывание государя императора с наследником цесаревичем в Одессе и смотр на Куликовом поле
- 1915 — Прибытие крейсера «Прут» в Севастополь

### Продюсер
- 1912 — Одесские катакомбы / Подземные трущобы Одессы
- 1913 — Находчивый апаш
- 1913 — Жилец с патефоном
- 1913 — Трагедия еврейской курсистки
- 1914 — Война и евреи
- 1914 — Граф Зикандр
- 1914 —  Позор XX века
- 1914 — У портного
- 1917 — Сын
- 1918 — Апостол (совместно с М. Товбиным)
- 1918 — Ах ты, доля, злая доля!
- 1918 — Голгофа человеческих страданий
- 1918 — Девушка моря
- 1918 — К старому богу (совместно с М. Товбиным)
- 1918 — Как Уточкин поймал вора
- 1918 — Мирра Эфрос (совместно с М. Товбиным)
- 1918—1919 — Деньги
- 1918—1919 — И тайну поглотило море
- 1918—1919 — Око за око
- 1918—1919 — Рождённый от скорби и разврата

### Режиссёр
- 1913 — Находчивый апаш
- 1913 — Трагедия еврейской курсистки
- 1914 — Граф Зикандр
- 1914 — Позор XX века
- 1914 — У портного

## Награды и звания
- медаль за эксплуатацию военно-кинематографических картин на Юге России (1915)[5]
- нагрудная медаль на Станиславской ленте за труды по Скобелевскому комитету (1917)[19][29]
- личный почётный гражданин за усердие и по случаю пятидесятилетия (1916)[6]